# Tingiphatnoma
Tingiphatnoma is een geslacht van wantsen uit de familie van de Tingidae (Netwantsen). Het geslacht werd voor het eerst wetenschappelijk beschreven door Guilbert & Heiss in 2018.

## Soorten
Het genus bevat de volgende soorten:

- Tingiphatnoma andreneli Maksoud et al., 2019
- Tingiphatnoma bispinosa Guilbert & Heiss, 2018
- Tingiphatnoma suchorskii Heiss & Guilbert, 2019